# جان روسو
جان روسو هو سياسي كندي، ولد في 23 يونيو 1961 في أسبستوس في كندا. حزبياً، نشط في حزب الخضر الكندي والحزب الديمقراطي الجديد. وقد انتخب عضو مجلس العموم الكندي.